# Asta Gustafsson
Asta Alice Palmgren (tidigare Gustafsson), född 15 oktober 1930 i Finland, död 8 september 1999 i Maria Magdalena församling, Stockholms län, var en åländsk författare och konstnär, verksam i Sverige dit hon flyttade på 1950-talet.  På 1960-talet skrev hon flera böcker med pornografiska inslag under pseudonymen "Al Hamster" och medverkade i filmen Sverige – Himmel eller helvete, som föreståndare för en sexklubb. Hon stämde sedan filmbolaget för att de inte förtydligat att det skulle framställas dokumentärt och att de stulit manus av henne. År 1973 bildade hon det politiska missnöjespartiet Fria Samhällspartiet, och blev därmed Sveriges första kvinnliga partiledare, och partiet gav ut tidningen Sanningen. Partiet bjöd in andra företrädare för missnöjespartier i Sverige och den danska missnöjespolitikern Mogens Glistrup samt press till ett föredrag på klubben Zanzibar i Stockholm.